# Reggie Holmes
Reginald Holmes, detto Reggie (Baltimora, 8 agosto 1987), è un ex cestista statunitense.

## Palmarès
- Campionato italiano dilettanti: 1

Basket Brescia Leonessa: 2015-16